# Dennis Hopper
Dennis Lee Hopper (Dodge City (Kansas), 17 mei 1936 – Los Angeles (Californië), 29 mei 2010) was een Amerikaans acteur, regisseur en beeldend kunstenaar. Hij werd in 1970 genomineerd voor een Academy Award voor het schrijven van de film Easy Rider, waar hij in 1987 een tweede nominatie kreeg voor zijn bijrol in Hoosiers. Hopper kreeg meer dan vijftien andere filmprijzen daadwerkelijk toegekend. Daarentegen kreeg hij in 1997 een (antiprijs) Razzie Award voor zijn bijrol in Waterworld.

## Loopbaan

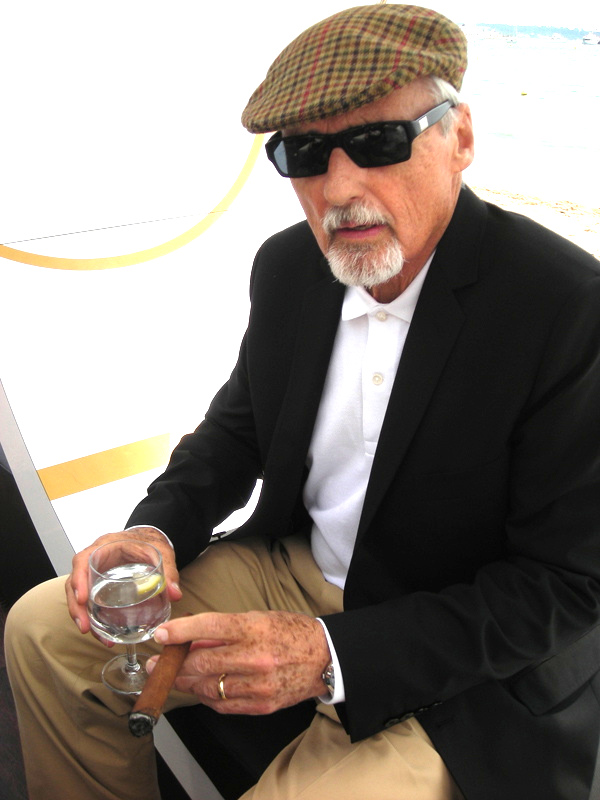
Dennis Hopper in juni 2008

Hopper debuteerde in 1955 op het witte doek met een bijrolletje in de film die James Dean beroemd zou maken: Rebel Without a Cause. Dean was daarbij zowel zijn vriend als mentor.
Hopper vertoonde opstandig gedrag, wat leidde tot een rol in de film die het symbool werd voor de seks'n'drugs'n'rock'n'pop-generatie: Easy Rider (1969). Hopper schreef de film samen met medehoofdrolspeler Peter Fonda zelf en was tevens regisseur. Fonda had evenmin als Hopper enig idee waar hij aan begon. Ze hadden nog geen half miljoen dollar aan budget beschikbaar en een idee over motoren, een drugsdeal en een lsd-trip. De film bracht wereldwijd niettemin veertig miljoen dollar op en de bravoure van de twee outsiders brak het Hollywoodbastion open, iets waar een nieuwe generatie filmmakers van Martin Scorsese tot Steven Spielberg de vruchten van plukte.
Nadat Hoppers ster gedurende de jaren 70 behoorlijk doofde, maakte hij in 1986 een comeback als agressieve driftkikker in Blue Velvet van David Lynch.
In 2001 had Hopper een rol in de televisieserie 24. Zijn levensverhaal telde in 2009 vijf huwelijken, zeven regies en ruim 130 film- en televisieoptredens. Ook werkte hij mee aan het nummer 'Fire Coming Out Of The Monkeys Head' van de Gorillaz. Daarvan sprak hij de tekst in.
Naast zijn filmwerk was Hopper ook actief als beeldend kunstenaar; hij werkte hij als fotograaf, kunstschilder en beeldhouwer. Hij maakte onder andere de hoes van de plaat River Deep - Mountain High van Ike & Tina Turner. In 2001 werd zijn werk tentoongesteld in het Stedelijk Museum Amsterdam.
Op 29 oktober 2009 maakte Hoppers manager bekend dat Dennis Hopper prostaatkanker had. Hij onderging verschillende behandelingen. Toekomstige filmplannen werden uitgesteld. In januari 2010 werd bekendgemaakt dat Hopper niet meer te behandelen was. Op 26 maart van datzelfde jaar werd Hopper geëerd met een ster op de beroemde Hollywood Walk of Fame.
Hopper overleed op 29 mei 2010, op 74-jarige leeftijd, in zijn huis in Venice in Californië.